# Ovrajki
Ovrajki (en (ucraïnès) i rus: Овражки) és un poble de la República Autònoma de Crimea a Ucraïna, que el 2014 tenia 36 habitants. Pertany al districte de Bilogorsk.